# Сребренка
Сребренка, лат. (Lunaria annua), једногодишња или двогодишња зељаста биљка која припада фамилији купуса, лат. (Brassicaceae). Цвета у периоду од маја до јула.

## Опис
Стабло је усправно, висине од 30 до 100 цм, са маљама и може бити гранато или негранато. Приземни листови се разликују од листова стабла по томе што се налазе на дршкама и крупнији су од листова стабла. Листови су срцастог облика, тестерасто назубљени, лице и наличје је прекривено длачицама. Цветови су љубичасти груписани у гроздасте цвасти. Круничних листића има 4. Плод је округли до овални мешак, трослојан, беле боје,са месечастим семеном. 

## Расејавање и размножавање
Расејавање се врши помоћу ветра и инсеката, захваљујући интензивно обојеним и мирисним цветовима који привлаче опрашиваче. Размножавање се врши вегетативним деловима биљке и семеном.

## Природни ареал распрострањења
Аутохтона је на подручју Европе, Југозападне Азије и Северне Америке.

## Станиште
Расте на отвореним, светлим теренима, као што су ливаде, ивице шума, са базним земљиштем. Гаји се и као декоративна биљка у вртовима и парковима.

## Порекло назива
Lunaria, потиче од термина Luna-mesec, због сребрнасте баријере између семена у облику месеца.

## Употреба и лековитост
Зачинска биљка, корен и зелени плод. Семе може имати примену као састојак сенфа. Зрео плод, мешак се користи за декорацију букета.

## Галерија
- Lunaria annua, cvet
- Lunaria annua, cvet
- Lunaria annua, cvet
- Lunaria annua, cvet
- Lunaria annua, плод